# Varanus spinulosus
Varanus spinulosus (Варан ізабельський) — представник родини варанових.

## Опис
Верх від шоколадно-коричневого до чорного кольору, низ жовтувато-коричневий. Зверху є плями лаймового чи жовтуватого кольору. Хвіст стислий з боків, що дозволяє припустити стиль водного життя.

## Спосіб життя
Харчується комахами, крабів, рибу і мишей.

## Розповсюдження
Країни проживання: Папуа Нова Гвінея (Північні Соломонові острови); Соломонові Острови. Цей вид знаходиться на центральному з Соломонових островів Ізабель і меншого сусіднього острова Сан-Хорхе. Населяє мангрові ліси і низинні ліси.

## Загрози та охорона
Невідомо, чи на цей вид нині впливають якісь серйозні загрози.